# Opius hedqvisti
Opius hedqvisti är en stekelart som beskrevs av Fischer 1971. Opius hedqvisti ingår i släktet Opius och familjen bracksteklar. Inga underarter finns listade i Catalogue of Life.